# Teijin Carbon
Teijin Carbon ist ein Hersteller von Kohlenstofffasern und kohlenstofffaser-basierten Halbzeugen. Die Unternehmensgruppe ist ein Teil der Teijin Group mit Hauptsitz in Tokio und wird in Europa durch die Teijin Carbon Europe GmbH (vor 2018 Toho Tenax Europe) mit Hauptsitz in Wuppertal repräsentiert. Teijin Carbon Europe betreibt einen Produktionsstandort im Industriepark Oberbruch in Heinsberg. 
Teijin Carbon gehört zu den weltweit größten Produzenten von Carbonfasern und carbonfaser-basierten Halbzeugen.

## Geschichte
Teijin, die 1918 gegründete Muttergesellschaft der heutigen Teijin Carbon Europe und Teijin Carbon America, begann ihre Tätigkeit als Hersteller von Kunstseide (Viskose) und weitete ihr Produktportfolio bald auf andere Kunstfasern aus. Die Teijin Carbon-Gruppe entstand aus den Gesellschaften des im Jahr 2000 durch Teijin übernommenen Kohlenstofffaser-Produzenten Toho Rayon.

### Vorgeschichte:Toho Rayon
Das 1950 gegründete Unternehmen Toho Rayon Co., Ltd., ein Hersteller synthetischer Fasern, betrieb zunächst Werke in Tokushima, Ibigawa und Mishima. Auf der Basis der in Mishima produzierten Polyacrylnitril-Fasern (PAN) wurde ab 1975 mit der kommerziellen Produktion von Kohlenstofffasern begonnen, die unter dem Namen „Besfight“ vermarktet wurden. Im gleichen Jahr begann in Mishima auch die Produktion von „Pyromex“, einer ebenfalls PAN-basierten Faser mit flammhemmenden Eigenschaften.

#### Niederlassung und Produktion in Deutschland
1983 lizenzierte Toho Rayon ihre Produktionstechnologie an den zur Akzo-Gruppe gehörenden niederländisch-deutschen Chemiefaserhersteller Enka mit Sitz in Wuppertal. Das von Enka errichtete Kohlenstofffaserwerk in Heinsberg-Oberbruch nahm 1986 die Produktion auf; Enka vertrieb die Fasern unter dem Markennamen „Tenax“. Ab 1993 beteiligte sich Toho Rayon im Rahmen eines Joint Ventures mit der Akzo-Gruppe, der Tenax Fibers GmbH & Co., an der Kohlenstofffaser-Produktion und -Entwicklung in Heinsberg und Wuppertal. Toho Rayon erwarb 1995 weitere Anteile an der Gesellschaft und wurde im Jahr 2000 alleinige Eigentümerin der Tenax Fibers. 1998, 2006 und 2009 wurden die Produktionsanlagen der Tenax Fibers in Oberbruch auf insgesamt vier Fertigungslinien mit einer Produktionskapazität von 5100 Tonnen pro Jahr erweitert; das Unternehmen entwickelte sich zum größten europäischen Kohlenstofffaser-Produzenten.

#### Niederlassung und Produktion in den USA
Zur Vermarktung ihrer Produkte in Amerika gründete Toho Rayon 1993 die US-amerikanische Schwestergesellschaft der deutschen Tenax Fibers, die Toho Carbon Fibers. Mit der 2004 erfolgten Akquisition der Fortafil Fibers, die in Rockwood, Tennessee, ein Kohlenstofffasern produzierendes Werk betrieb, schuf sich Toho auch eine Produktionsbasis in den USA.

### Übernahme vonToho RayondurchTeijin
Im Jahr 2000 übernahm der japanische Teijin-Konzern zunächst 50 % der Anteile an Toho Rayon; seit 2007 ist Teijin Alleineigentümerin. Ab 2001 firmierte Toho Rayon als Toho Tenax; die europäischen und amerikanischen Tochtergesellschaften Tenax Fibers und Toho Carbon Fibers wurden 2005 in Toho Tenax Europe bzw. Toho Tenax America umbenannt. Ab 2006 wurden die Kohlenstofffaser-Produkte des Unternehmens weltweit ausschließlich unter dem Markennamen „Tenax“ vermarktet.
Standorte in Shanghai, Singapur und Taiwan öffneten 2003, 2010 bzw. 2014; die Tochtergesellschaft Toho Tenax Singapore wurde 2013 gegründet.

### Verschmelzung vonToho TenaxmitTeijin
Im April 2018 wurde die japanische Muttergesellschaft der Toho Tenax-Gruppe vollständig in den Teijin-Konzern integriert. Im Rahmen dieser Umstrukturierung wurden die Tochtergesellschaften ein weiteres Mal umbenannt, sie firmieren seitdem unter Teijin Carbon Europe, Teijin Carbon America und Teijin Carbon Singapore.
2018 begann die Bautätigkeit für ein neues Kohlenstofffaser-Werk im US-amerikanischen Greenwood; als Betreiber agiert die neu gegründete Teijin Carbon Fiber, Inc.  Bedingt durch die Covid-19-Pandemie verzögerte sich die Inbetriebnahme. Laut Teijin-Quartalsbericht vom Februar 2021 ist der Produktionsstart für 2022 avisiert. Ein neues Prepreg-Werk in Vietnam, das von der Teijin Carbon Vietnam Co., Ltd., betrieben wird, nahm im Herbst 2020 den Probebetrieb auf.

## Geschäftstätigkeit

### Produkte
Unter dem Markennamen „Tenax“ entwickelt, produziert und vermarktet die Teijin-Carbon-Gruppe PAN-basierte Kohlenstofffaser-Filamentgarne und -Kurzfasern sowie kohlenstofffaserbasierte Halbzeuge (Faser-Matrix-Halbzeuge und technische Textilien). Unter dem Markennamen „Pyromex“ werden darüber hinaus oxidierte PAN-Fasern angeboten, die besonders hitzebeständig und flammhemmend sind.
Kohlenstofffasern werden als Filamentgarne und als geschnittene oder gemahlene Kurzfasern angeboten. Filamentgarne bestehen aus 1000 bis 48.000 Kohlenstofffaser-Filamenten, können mit unterschiedlichen Präparationen beschlichtet sein und werden in ihren Materialeigenschaften nach Zugfestigkeit und Zug-E-Modul klassifiziert. Kurzfasern in verschiedenen Längen und Präparationen werden hauptsächlich zur Verbesserung der mechanischen Eigenschaften von thermoplastischen Kunststoffen eingesetzt; durch ihre elektrische Leitfähigkeit verleihen sie diesen Kunststoffen darüber hinaus abschirmende Eigenschaften gegen elektromagnetische Störungen (wichtig z. B. für Gehäuse elektrischer und elektronischer Geräte).
Zu den angebotenen kohlenstofffaserbasierten Halbzeugen gehören thermoplastische Werkstoffe, duroplastische Prepregs und trockene (d. h. nicht vorimprägnierte) Verstärkungstextilien. Angeboten werden auch Halbzeuge, die Kohlenstofffasern mit hochtemperaturbeständigen thermoplastischen Polymeren kombinieren: speziell flexible unidirektionale Tapes (TPUD) und Gewebe (TPWF) sowie konsolidierte Laminate aus mehreren Gewebelagen (TPLC), bei denen eine oder mehrere Kohlenstofffaserschichten in eine Matrix aus thermoplastischem Kunststoff (z. B. PEEK) eingebettet sind und weitere Varianten.

### Anwendungen
Die Produkte des Unternehmens werden in der Luft- und Raumfahrt, in der Automobilindustrie, im Bauwesen, in Konstruktionen zur Offshore-Förderung von Öl und Gas, für Bauteile in der Energiewirtschaft (etwa Rotorblätter von Windkraftanlagen und Schwungräder für Energiespeicher), als Material für Hochdruck-Gastanks für erdgas- oder wasserstoffgetriebene Fahrzeuge, für Kunststoffteile in elektronischen Geräten, in Maschinen und Anlagen für die Industrie, als Werkstoff für Bauteile von Booten und Schiffen, in der Medizintechnik sowie für Sportartikel eingesetzt.

## Unternehmensstruktur und Standorte
Teijin Carbon ist ein Geschäftsbereich der Teijin-Gruppe. Muttergesellschaft ist die japanische Teijin Ltd.
Zum Geschäftsbereich gehören die Gesellschaften Teijin Carbon Europe GmbH (Wuppertal, Deutschland), Teijin Carbon America Inc. (mit Zentrale in Rockwood, USA), in deren Händen Produktion, Forschung und Entwicklung sowie Marketing und Vertrieb in Europa und Nordamerika liegen. Für Asien übernimmt die Konzernmutter Teijin Ltd. (Tokio) diese Aufgabe. Sie betreibt die drei japanischen Produktionsstätten der Teijin Carbon.
Weitere Produktions- und Vertriebsgesellschaften sind die Teijin Carbon Fibers Inc.  (Greenwood, USA) und die Teijin Carbon Vietnam Co., Ltd. (Hà Nam). Darüber hinaus existieren Vertriebs- und Marketinggesellschaften in Shanghai, Singapur, Taiwan, Brasilien und Russland.
Die europäische Zentrale von Teijin Carbon befindet sich im Wuppertaler Glanzstoff-Hochhaus. Neben Vertrieb und Marketing sind dort auch die Entwicklung und Forschungslabore angesiedelt.
In Mishima werden Kohlenstofffasern und Prepregs hergestellt, das Werk in Ibigawa produziert „Pyromex“ und kohlenstofffaser-verstärkte Bauteile. Das deutsche Werk in Heinsberg-Oberbruch fertigt ebenfalls Kohlenstofffasern und thermoplastische Halbzeuge. Die Produktionsanlage im amerikanischen Rockwood stellt „Pyromex“ und Kurzfasern her. In der vietnamesischen Provinz Hà Nam werden Prepregs produziert.